# Karel Melka
Karel Melka (* 13. prosince 1949) je bývalý český fotbalista, obránce a fotbalový trenér. Člen klubové síně slávy SK Dynama České Budějovice.

## Fotbalová kariéra
Začínal ve Slavoji České Budějovice, po sloučení hrál za SK Dynamo České Budějovice. Na vojně hrál za Duklu Žatec a po vojně hrál 2 roky ve druhé lize za Děčín. Po návratu působil v Českých Budějovicích do 36 let, kdy se stal asistentem Karla Přenosila.

## Trenérská kariéra
Byl asistentem u týmu, který postoupil do první ligy, v první ligové sezóně Českých Budějovic 1985/86 a i v další sestupové sezóně, kdy byl trenérem Bohumil Smolík.